# Hermanas de la Caridad de la Virgen de los Dolores
La Congregación de Hermanas de la Caridad de la Virgen de los Dolores, Madre de Dios (oficialmente en latín: Congregatio Sororum Caritatis B. Mariae Virginis Perdolens, Mater Dei) es un congregación religiosa católica femenina, de vida apostólica y de derecho diocesano, fundada en 1808 por el sacerdote alemán Clemens August Droste zu Vischering, en Münster. A las religiosas de este instituto se les conoce como hermanas clementinas.

## Historia

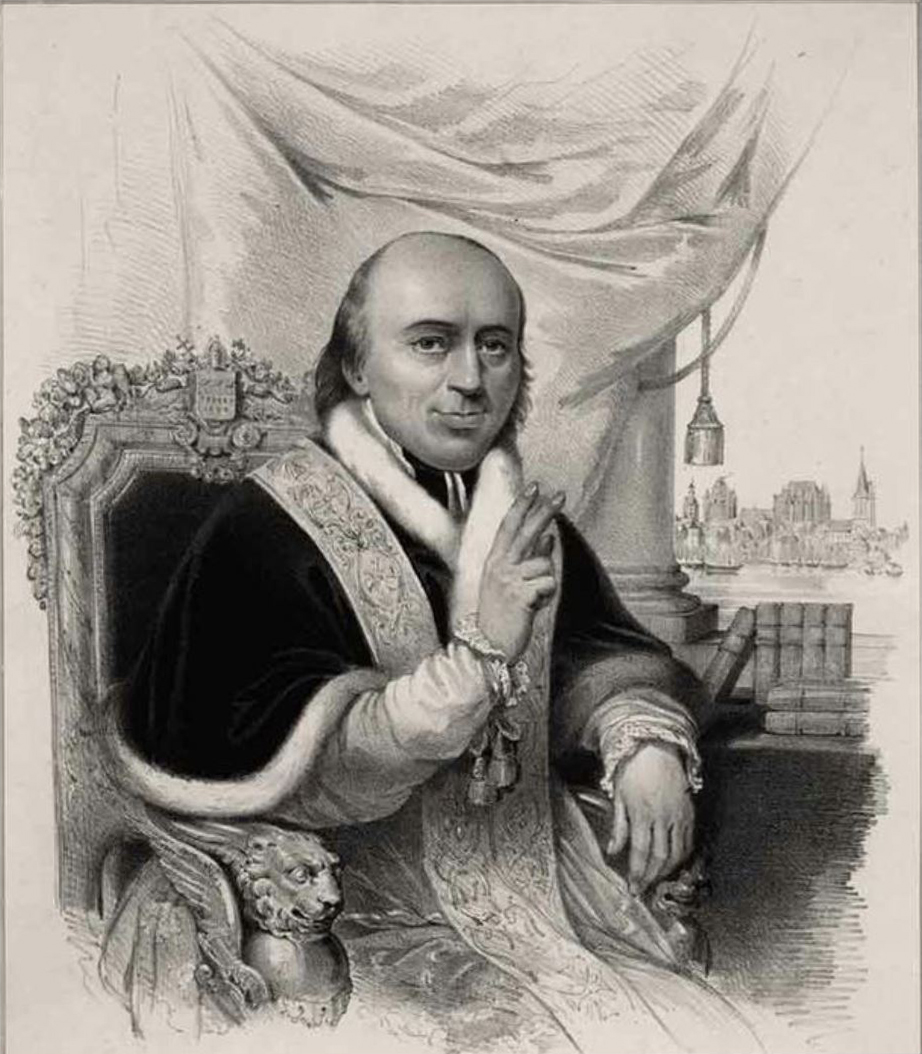
Clemens August Droste zu Vischering (1773-1845), fundador de la congregación.

La congregación fue fundada en Münster (Alemania), el 1 de noviembre de 1808 por el vicario general de la diócesis, Clemens August Droste zu Vischering, para la educación primaria de las jóvenes y la atención de los pobres, especialmente los enfermos. En 1820, las religiosas asumieron la administración del hospital Clemenshospital, en Münster, razón por la cual son conocidas como "hermanas clementinas". Durante la Segunda Guerra Mundial, 111 religiosas de esta congregación dieron la vida al cuidado de los enfermos.
El instituto recibió la aprobación como congregación religiosa de derecho diocesano el 30 de octubre de 1858, de parte de Johann Georg Müller, obispo de Münster.
Entre las miembros del instituto destaca la religiosa alemana Euthymia Üffing, venerada como beata en la Iglesia católica.

## Organización
La Congregación de Hermanas de la Caridad de la Virgen de los Dolores es un instituto religioso de derecho diocesano y centralizado, cuyo gobierno es ejercido por una superiora general. La sede central se encuentra en Münster (Alemania).
Las hermanas clementinas se dedican a la asistencia sanitaria. Actualmente, el instituto cuenta con más de mil religiosas y cien comunidades, presentes en Alemania y Ruanda.